# Comuna Kirovka, Mala Vîska
Kirovka (în ucraineană Кіровка) este o comună în raionul Mala Vîska, regiunea Kirovohrad, Ucraina, formată din satele Cervona Poleana și Kirovka (reședința).

## Demografie
Componența lingvistică a comunei Kirovka
     Ucraineană (94,7%)
     Rusă (2,25%)
     Română (1,8%)
     Alte limbi (0,23%)
Conform recensământului din 2001, majoritatea populației comunei Kirovka era vorbitoare de ucraineană (94,7%), existând în minoritate și vorbitori de rusă (2,25%) și română (1,8%).